# لارس أونساغر
لارس أونساغر (Lars Onsager) هو فيزيائي وكيميائي نرويجي ولد في 27 نوفمبر 1903 في أوسلو وتوفي في 5 أكتوبر 1976 في فلوريدا.
التحق لارس سنة 1920 بقسم الكيمياء في المعهد النرويجي للتكنولوجيا في ترودنهايم. تحصل سنة 1928 على منصب محاضر في جامعة براون الأمريكية. في سنة 1934 أصبح بروفسور كيمياء في جامعة ييل. بين 1972 و1976 عمل بروفسورا في معهد الدراسات النظرية في جامعة كورال جابلس بميامي.
في سنة 1968 تحصل على جائزة نوبل في الكيمياء لاكتشافه للعلاقات المتبادله في التحريك الحراري.
أصبح في 25 أبريل 1975 عضو أجنبي في المجتمع الملكي.

## روابط خارجية
- لارس أونساغر على موقع الموسوعة البريطانية (الإنجليزية)
- لارس أونساغر على موقع مونزينجر (الألمانية)
- لارس أونساغر على موقع إن إن دي بي (الإنجليزية)